# Mill
Il mill o mille (₥) (a volte mil nel Regno Unito) è un'unità di valuta ormai astratta usata a volte nella contabilità. Negli Stati Uniti, è un'unità nozionale equivalente a un millesimo di dollaro statunitense (un decimo di un centesimo). Nel Regno Unito è stata proposta durante i decenni di discussioni sulla decimalizzazione della sterlina come divisione 1⁄1000 della sterlina inglese.